# Le Bugue
Le Bugue é uma comuna francesa na região administrativa da Nova Aquitânia, no departamento Dordonha. Estende-se por uma área de 29,09 km². Em 2010 a comuna tinha 2 633 habitantes (densidade: 90,5 hab./km²).